# 奥尔梅兹河畔吉约克
奥尔梅兹河畔吉约克（法語：Gilhoc-sur-Ormèze）是法国阿尔代什省的一个市镇，属于罗讷河畔图尔农区（Tournon-sur-Rhône）拉马斯特尔县（Lamastre）。该市镇2009年时的人口为455人。

## 人口
奥尔梅兹河畔吉约克人口变化图示
| 数据来源：INSEE |